# Knut Wigert

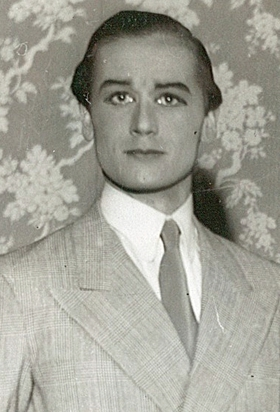
Knut Wigert

Knut Kirsebom Wigert (* 3. Oktober 1916 in Skien; † 14. Juni 2006 in Oslo) war ein norwegischer Schauspieler. Er galt als führender Ibsen-Interpret. Von 1938 bis 1986 war er beim Nationaltheater in Oslo tätig und spielte auch in NRK-Dramas und andere Filme, u. a. Tante Pose (1940), The Terrorists (1975) und Höstsonaten (1978).
Während des Zweiten Weltkrieges trat er in die Kompani Linge, eine Einheit des britischen Geheimdienstes Special Operations Executive ein und nahm an dem Kommandounternehmen Operation Archery auf die Insel Vågsøy Ende 1941 teil.
Wigert engagierte sich für die Sprache Riksmål und war Vorsitzender der Riksmålsforbundet von 1974 bis 1983.
Er war mit Sofie Helene Wigert und nach ihrem Tod später mit Vera Dietrichson verheiratet.